# Gomdruk
Gomdruk is een vorm van chromaatfotografie voor het vervaardigen van positieven op papier, waarbij gebruik wordt gemaakt van de lichtgevoeligheid van mengsels van Arabische gom met dichromaten, terwijl het beeld op de oorspronkelijke onderlaag blijft. De gomdruk behoort tot de zogenaamde edele procedés en is een der oudste kopieerprocedés in de geschiedenis van de fotografie. 
Het procedé berust op de onoplosbaarheid van die gedeelten van de gevoelige laag, die door het licht getroffen zijn. Deze laag bestaat uit een mengsel van Arabische gom, een dichromaat en een pigment (kleurstof) dat in een dunne laag op tekenpapier wordt gestreken. In tegenstelling tot de kooldruk, behoort de gomdruk tot de directe kopieerprocedés. De oppervlakte van het tekenpapier (ruw, korrelig of glad) speelt een grote rol. Een nadeel is dat de halftoonwaarden gedeeltelijk verloren gaan. Toevoeging van stijfsel en gelatine kan hieraan tegemoetkomen. Het zelf prepareren van het papier stelt de fotograaf in staat naar believen papiersoort, grondstoffen en kleur te kiezen, waardoor een persoonlijk stempel op zijn werk wordt gedrukt en het karakter van het beeld sterk wordt beïnvloed. Om een sterk inzinken van de gom-pigmentoplossing tegen te gaan, verdient het aanbeveling, het papier een voorbehandeling te doen ondergaan, door het te bestrijken met een gelatine-chroom-aluin-oplossing (vergelijk met gevoelige laag van het overdrachtpapier bij de kooldruk) of met een 2% stijfseloplossing.
De gomdruk werd omstreeks 1855 uitgevonden door Alphonse Louis Poitevin (1819-1882). 
Een Amsterdamse portretfotograaf die ook in gomdruk werkte was Jacob Merkelbach.

## Afbeeldingen

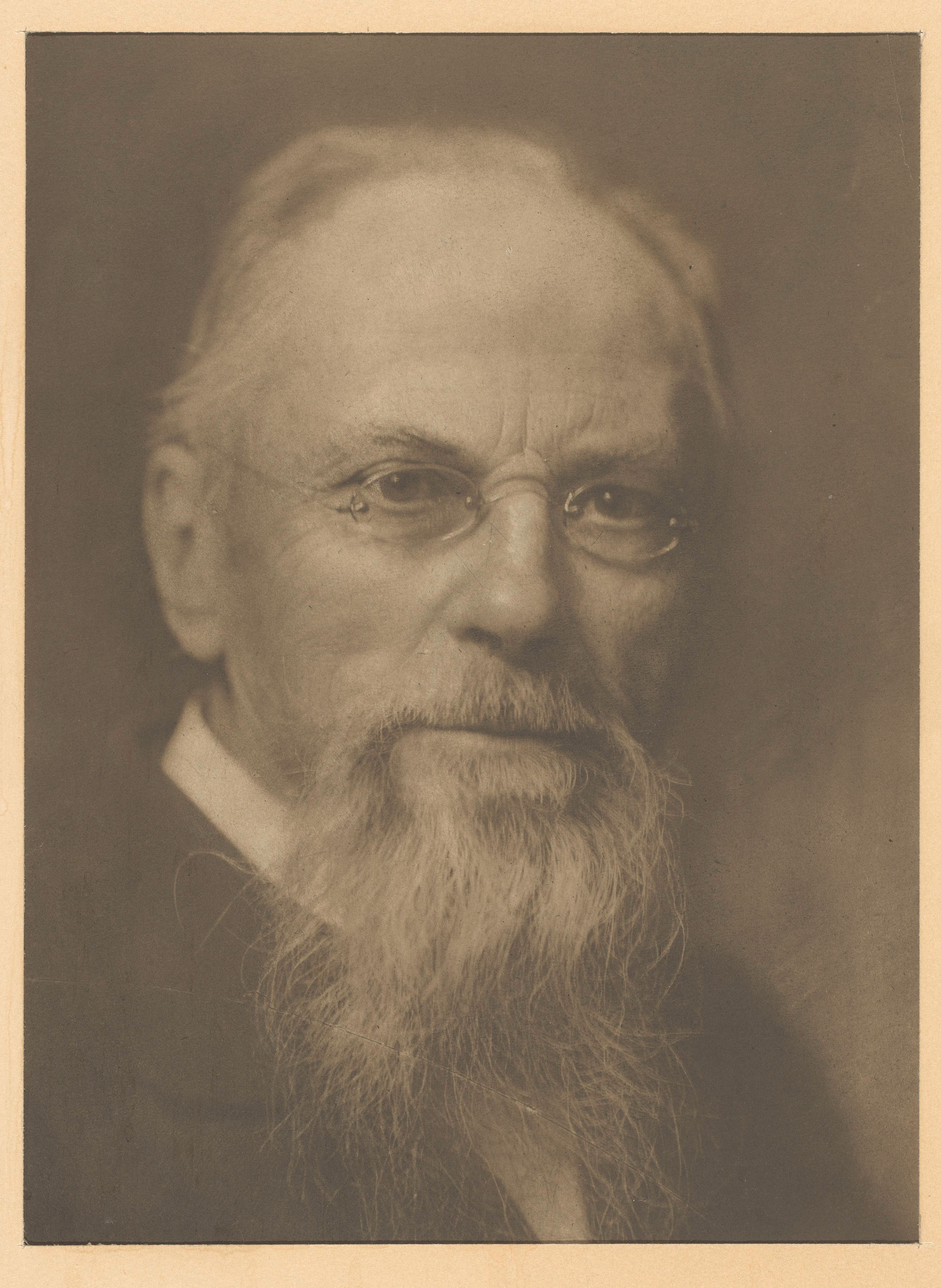
Mansportret door Jacob Merkelbach
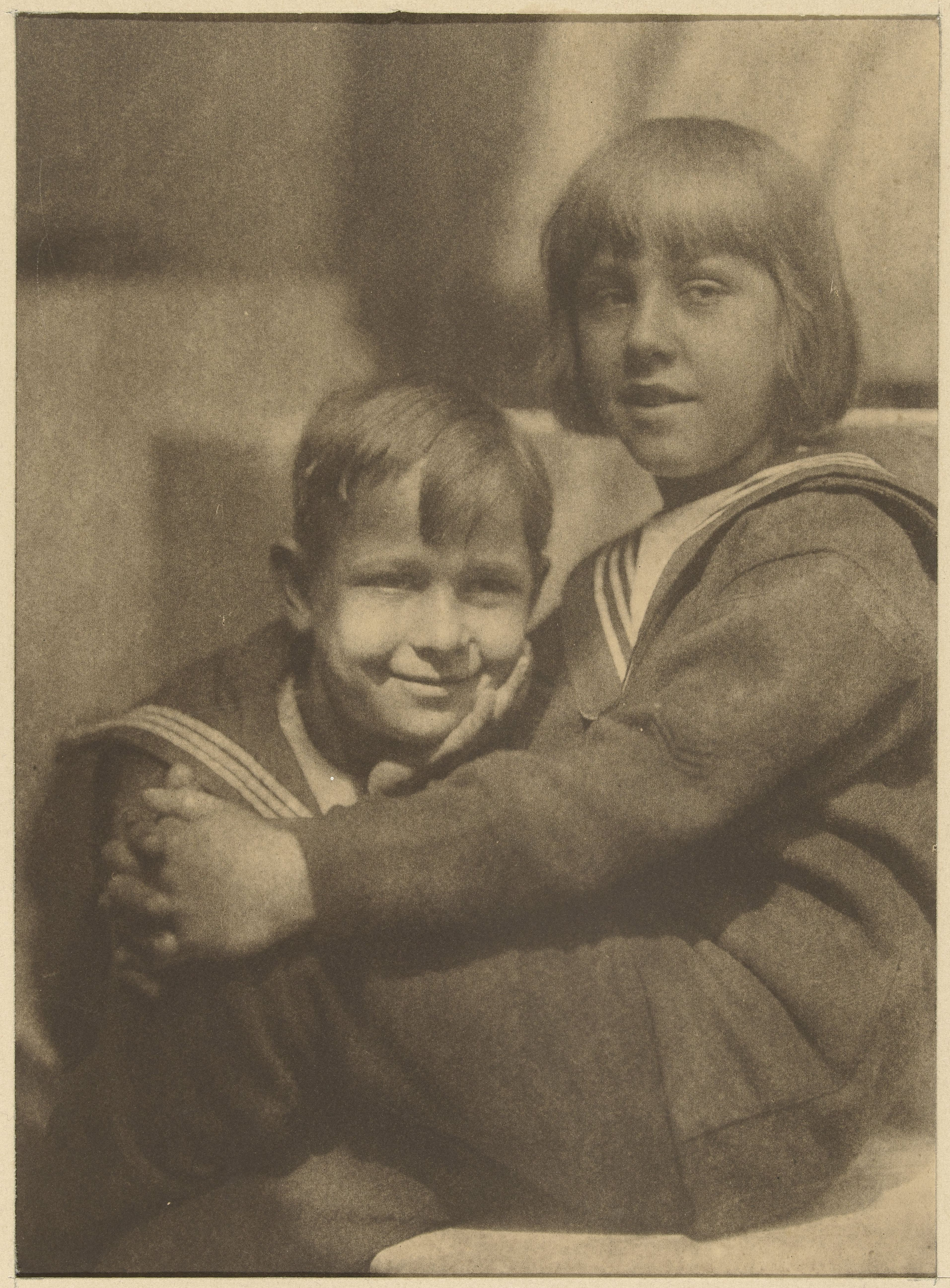
Dubbelportret door Jacob Merkelbach
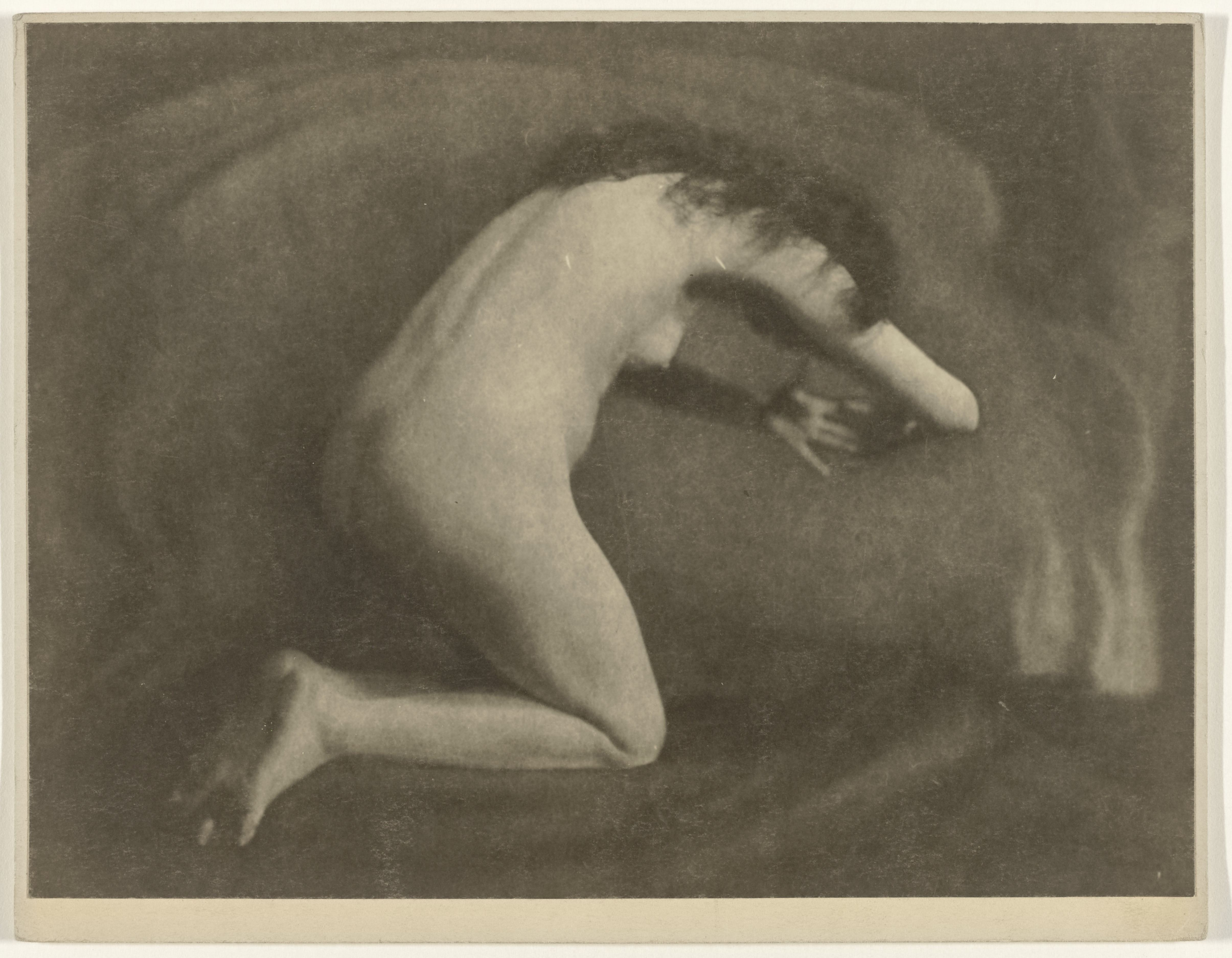
Gomdruk door Jacob Merkelbach, Rijksprentenkabinet